# Горетовка (река)

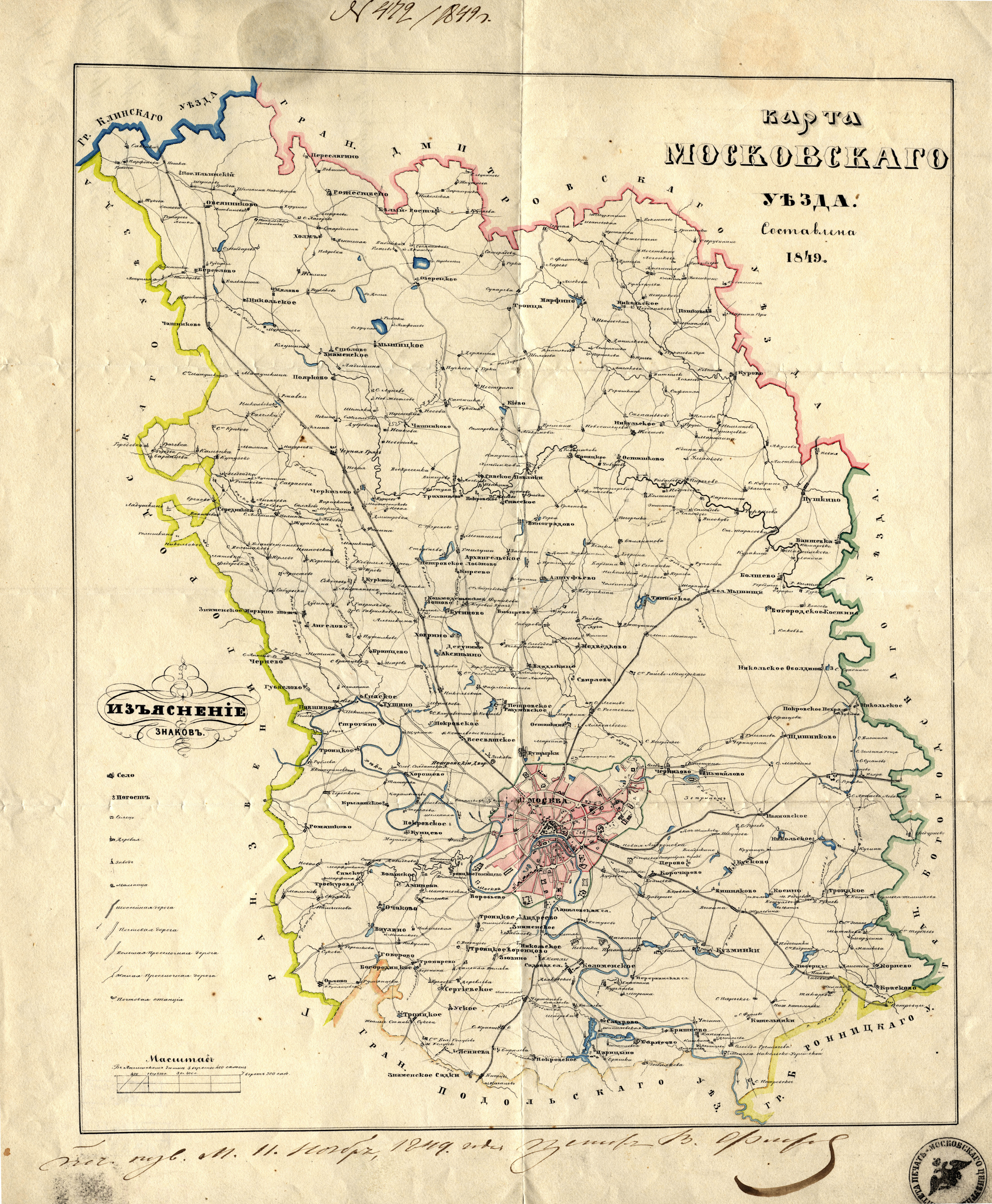
Река Горетовка на карте Московского уезда, 1849 года.

Горе́товка (Гаре́товка, Горе́два, Гара́товка) — река в Московской области России, правый приток Сходни.
При исследованию русских источников (летописи, писцовые книги и церковные записи) следует, что в прошлом Горедв(о)а была рекой полноводной, судоходной, полна рыбы, а окрестности было полно дичи. О её прежнем русле также свидетельствуют её бывшие берега, достигающие в размахе около 50 — 60 метров. Но с освоением земель, по её берегам, под пашню, произошла вырубка лесов, и река обмелела. В настоящее время она представляет собой небольшую речушку. Самая полноводная река Зеленограда[прояснить].

## Название
Точное происхождение названия неизвестно. Вероятно, гидроним связан с местностью и административно-территориальным делением Руси (России) отсюда и Горетов Стан. Историк Иван Забелин высказал версию что: «В древности Сходня называлась Горетвой, так как она протекает по гористой местности, а потом «Всходней» стали называть всю реку, а старинное название сохранилось только за её правым притоком рекой Горетовкой». А краевед Игорь Быстров считает, что слово «Горетовка» происходит от древнерусского слова «горе» — «вверх», «наверх», чаще всего, от берега реки, то есть, «Горетовка» значит «всходняя», «всходня». На старых картах река подписана как Горедва.

## Гидрология
Горетовка, как и многие подмосковные реки, относится к равнинному типу, обладает спокойным течением и широкой долиной. Питание осуществляется в основном за счёт талых снеговых вод — они составляют около 60 % годового стока. На долю дождевых вод приходится 12—20 %, остальную часть составляют родники.
Длина реки — 27 км (по другим данным — 25 км и 29 км), площадь водосборного бассейна — 95 км² (по другим данным — 107 км²).
Исток расположен в 3,5 км к северо-востоку от платформы Жилино Большого кольца Московской железной дороги в городском округе Солнечногорск. Водоток проходит на юг по территории бывшего урочища Миронов Луг до деревни Голубое, где обретает постоянное течение. От Голубого река движется в сторону Баранцево, поворачивает на восток в сторону Зеленограда. Далее на протяжении 7,1 км Горетовка протекает по южной административной границе города, где имеет широкую и глубокую долину. Устье расположено к юго-западу от платформы Подрезково Ленинградского направления Октябрьской железной дороги.

## Притоки
Правыми притоками Горетовки являются Бакеевка, Баранцевский ручей, ручей санатория «Мцыри» и Подолинский ручей. Левыми — Каменка, Глинушка, Хуторской и Малинский ручьи, Журавка, Раздеришка, ручей Ключи и Лугининский ручей.

## Природа
В 1860-х годах в районе села Середниково зимой били волков, лисиц, зайцев, летом ходили за вальдшнепами и другой дичью. В реке ловили рыбу неводом вытаскивали десятки щук, по аршину длины, и отличных линей.
В этой местности на левом берегу встречаются растения, занесённые в Красную книгу Москвы, такие как страусник, ландыш, ирис жёлтый, горец змеиный, ветреница лютиковая, горицвет, смолка, дрёма двудомная, хохлатка плотная, лунник оживающий, чина весенняя, колокольчики широколистный и раскидистый, нивяник.

## Строительство
На Горетовке расположено около 20 населённых пунктов, среди которых деревни Жилино, Горетовка, Баранцево, Лигачёво, Середниково, Подолино, Голиково, Сходня, Усково и другие.
В районе села Середниково река как имение принадлежала Всеволодскому, один из них для реки Горетовки вырыл другое русло, а из старого сделал пруды, через реку построил мосты, у самой реки — мыльню, которая стоила до 30 000 рублей, а на этом берегу развёл великолепный английский сад.
В 1860-х годах на двух плотинах около Середниково действовали несколько лесопильных машин.
В 1920-х годах, у деревни Маршихино (Морщилина), на реке Горетовка находилась запруда, годная для купания и катания на лодках, также имелась лодочная пристань, на противоположном берегу находилось деревня Усково.
В 1941 году, в районе деревни Баранцево, на берегах реки проходил оборонительный рубеж защитников столицы, в этих местах оборонялась 18-я дивизия народного ополчения.
В 2012 году на Горетовке в районе деревень Бакеево, Горетовка, Баранцево производились крупномасштабные строительные работы, в результате которых в водоохранной зоне вырублены десятки тысяч деревьев и кустарников и засыпаны противопожарные пруды. Зафиксирован многократный выброс в реку отработанных нефтепродуктов.

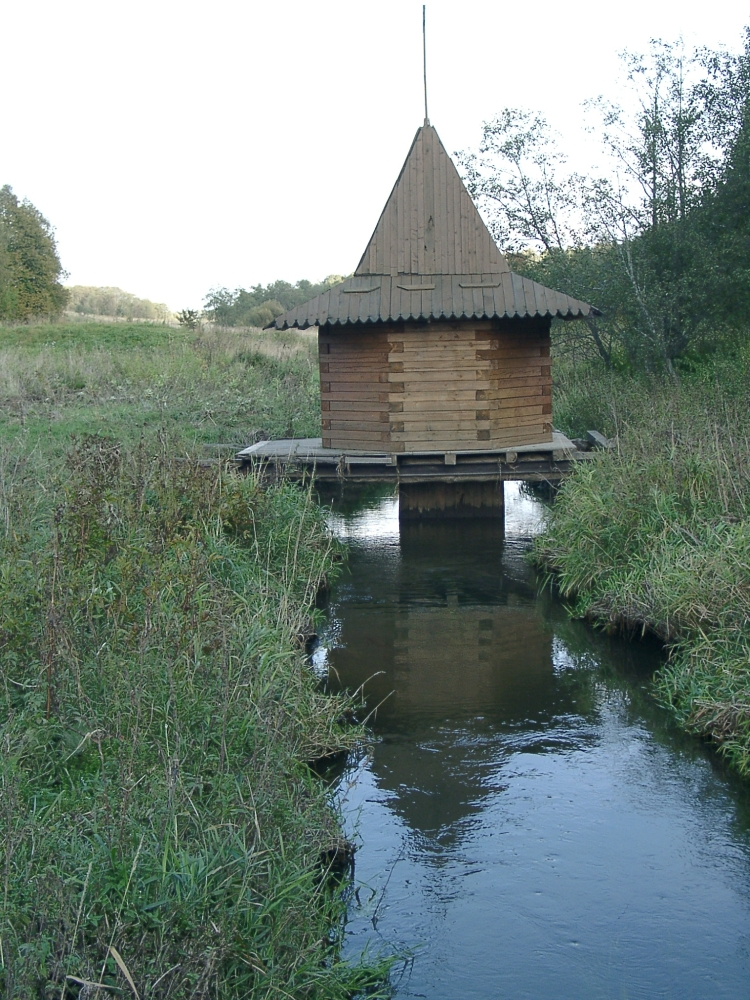
Горетовка, возле барской усадьбы Середниково (Алешино), 2004 год.
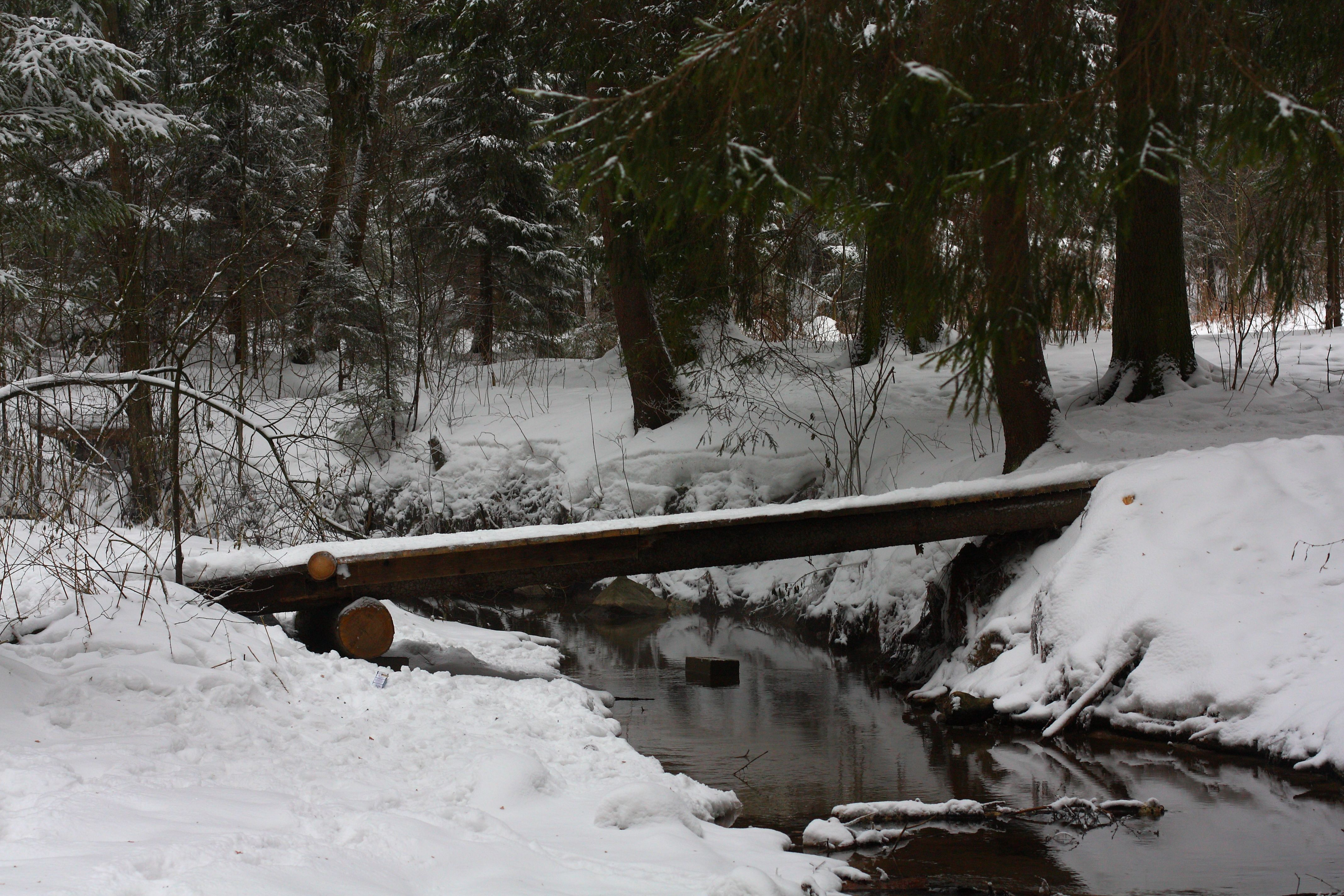
Горетовка, возле деревни Голубое, 2013 год.
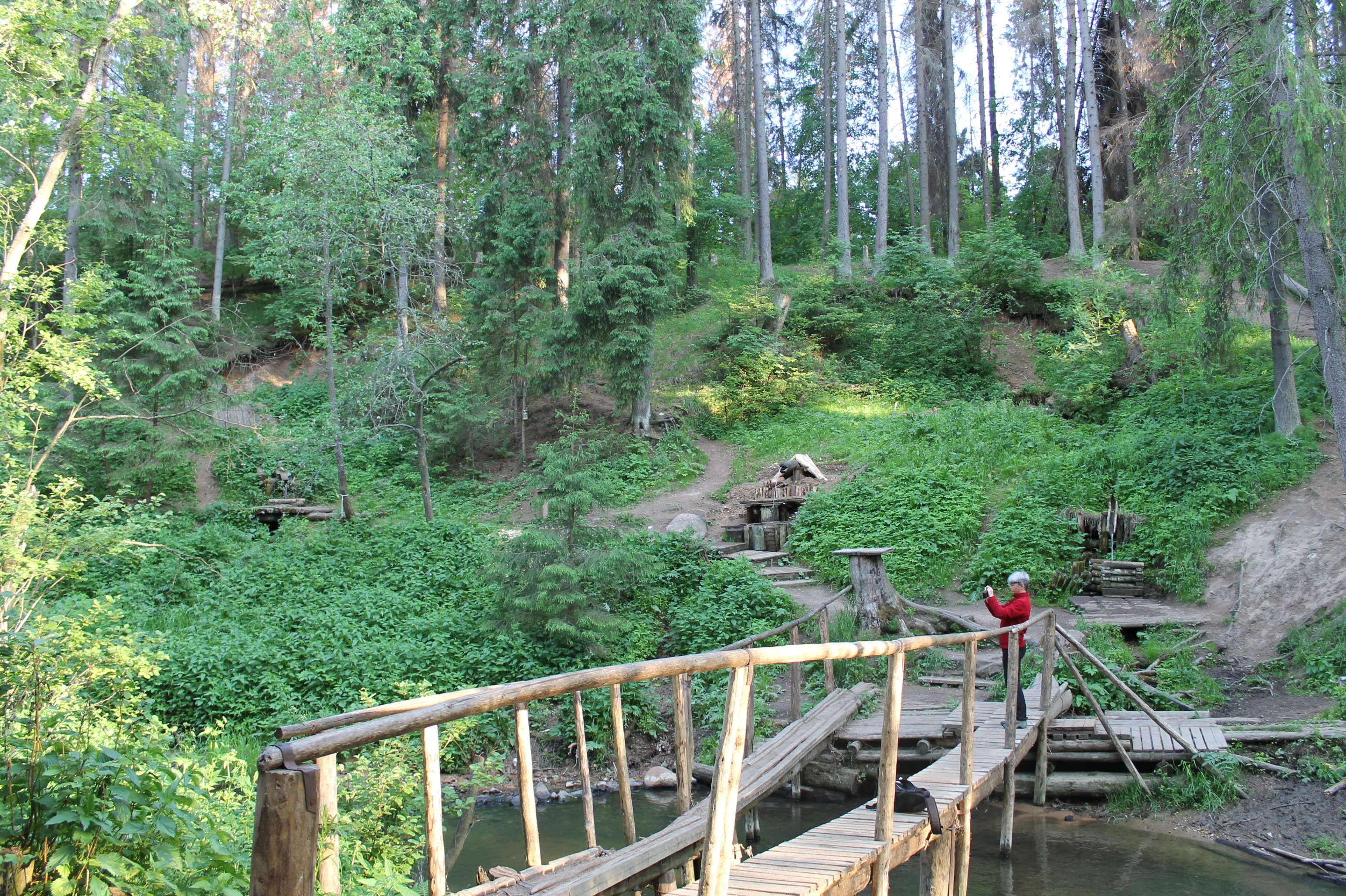
Родники на Горетовке, 2011 год.